# Кеффелек, Анри
Анри Кеффелек (фр. Henri Queffélec; 29 января 1910, Брест (Франция) — 13 января 1992, Париж) — французский писатель
, эссеист и сценарист.

## Биография
Образование получил в Лицее Людовика Великого и Высшей нормальной школе (1929—1934) в Париже. С 1940 года преподавал в лицее в Марселе, во время Второй мировой войны с 1942 года жил в оккупированной немцами зоне.
Президент Concours général, престижного академического конкурса Франции (1974—1978).

## Творчество
Видный бретонский франкоязычный писатель-маринист. Автор более 80 книг, многие из которых были вдохновлены его бретонским происхождением и морем.
Его произведения экранизировались («Бог нуждается в людях» реж. Жан Деланнуа (1950)).

## Избранные произведения
- 1944 : Journal d’un salaud
- 1945 : Un recteur de l'Île de Sein
- 1945 : La Fin d’un manoir
- 1946 : Un homme à la côte
- 1946 : La Culbute
- 1948 : Chemin de terre
- 1948 : Portrait de la Suède, essai
- 1948 : Pas trop vite, s.v.p., nouvelles
- 1949 : Au bout du monde
- 1950 : Saint Antoine du désert
- 1951 : Tempête sur Douarnenez
- 1953 : Un homme d’Ouessant
- 1956 : Un feu s’allume sur la mer
- 1957 : Un royaume sous la mer
- 1959 : Ce petit curé d’Ars
- 1960 : Frères de la brume
- 1962 : Tempête sur la ville d’Ys
- 1962 : Le jour se lève sur la banlieue
- 1962 : Sous un ciel noir
- 1963 : Solitudes
- 1963 : Celui qui cherchait le soleil
- 1965 : Quand la terre fait naufrage
- 1966 : Trois jours à terre
- 1966 : Raisons d’aimer…la mer
- 1967 : La Voile tendue
- 1968 : Je te salue vieil océan
- 1969 : La Mouette et la Croix
- 1969 : La Faute de monseigneur
- 1969 : Combat contre l’invisible
- 1972 : Le sursis n’est pas pour les chiens
- 1973 : La Cache éternelle
- 1973 : À fonds perdus
- 1974 : Les Îles de la miséricorde
- 1974 : Laissez venir la mer
- 1975 : Le Phare
- 1976 : La lumière enchaînée
- 1978 : Un Breton bien tranquille
- 1979 : Ils étaient six marins de Groix
- 1980 : Enfants de la mer
- 1980 : Le voilier qui perdit la tête
- 1982 : François d’Assise, le jongleur de Dieu
- 1986 : La Boudeuse, ou le tour du monde de Bougainville
- 1988 : Mémoires d’enfance — La Douceur et la guerre, éd. Séguier
- 2005 : Les romans des îles, антология
- 2006 : Histoires de marins, антология

## Сценарии
- 1950 : Dieu a besoin des hommes
- 1968 : Provinces
- 1972 : François Malgorn, séminariste ou celui qui n'était…

## Награды
- Орден Горностая
- Большая премия Французской академии за роман «Подводное царство» (Un royaume sous la mer, 1958)
- Премия им. Жана Уолтера Французской академии (1967)
- Большая литературная премия Французской академии (1975)

Анри Кеффелек — отец писателя Яна Кеффелека, лауреата Гонкуровской премии (1985), пианистки Анн Кеффелек.